# Chapelle de la Miséricorde de Limoux
La chapelle de la Miséricorde, appelée également église de la Miséricorde, est une chapelle catholique située à Limoux, en France.

## Localisation
La chapelle est située rue des Augustins à Limoux dans le département français de l'Aude. 
Elle s'inscrit dans un îlot urbain, proche de la place de la république.

## Historique
L'édifice est à l'origine la chapelle du couvent des Augustins installés à Limoux à partir de 1358. Le couvent fut dévasté par l'incendie de 1685 et la chapelle fut restaurée dans le style baroque.
Reconstruite en totalité, à l'exception de la façade Sud qui présente une belle élévation médiévale, la chapelle présente un décor intérieur du XIXe siècle similaire à celui de la cathédrale Saint-Michel de Carcassonne. Le porche Ouest néo-gothique est agrémenté d'un décor en terre cuite original.
Elle abrite jusque dans les années 1980 les religieuses de l’ordre des sœurs de Nevers. L’église commence grandement à se délabrer avec des infiltrations liés à une toiture en piteux état. Les responsables du culte ferme l'église au culte en 2012 pour motif de mise en péril.
En 2019, l'association des Amis de la Miséricorde se mobilise pour la sauvegarder ce patrimoine limouxin et la municipalité entreprend les premiers travaux de remplacement de la charpente et rénovation de la toiture de la nef, nécessitant un financement de 200 000 €. L'édifice est inscrit au titre des monuments historiques le 24 janvier 2020.